# Matane-sur-Mer
Matane-sur-Mer est un hameau de la ville de Matane en Matanie, au Bas-Saint-Laurent, sur la péninsule gaspésienne dans l'est du Québec.